# Tôm hùm đá
Tôm hùm đá (Danh pháp khoa học: Panulirus homarus) là một loài trong Họ Tôm rồng phân bố tại Ấn Độ Dương và Thái Bình Dương. Đây là loài tôm có giá trị kinh tế và được khai thác, đánh bắt.

## Đặc điểm
Đây là một loài tôm cỡ lớn. Cá thể trưởng thành có chiều dài từ 20–25 cm, một số cá thể có thể đạt đến 31 cm và nặng từ 1,4 - 1,5 kg. Phiến gốc râu thứ nhất có 04 gai lớn nhất bằng nhau xếp thành hình vuông với 04 gai nhỏ và nhóm lông cứng ở giữa. Mặt lưng các đốt bụng có một rãnh, gờ trước có các rãnh ngang dạng khía tròn.
Tôm hùm đá sống phổ biến ở đáy cát pha bùn, ẩn trong các hốc đá vùng nước ven bờ, độ sâu từ 1 – 5m, có sóng đập. Loài này thường sống thành bầy khoảng 3 - bốn con và hoạt động mạnh về ban đêm. Mùa sinh sản khoảng tháng 4 đến tháng 6. tôm con thường tập trung ở các ghềnh đá ven bờ, ven các đảo.